# Kaniyarkode
Kaniyarkode es una ciudad censal situada en el distrito de Thrissur en el estado de Kerala (India). Su población es de 13236 habitantes (2011). Se encuentra a 20 km de Thrissur y a 89km de Kozhikode.

## Demografía
Según el censo de 2011 la población de Kaniyarkode era de 13236 habitantes, de los cuales 6455 eran hombres y 6781 eran mujeres. Kaniyarkode tiene una tasa media de alfabetización del 86,92%, inferior a la media estatal del 94%: la alfabetización masculina es del 91,60%, y la alfabetización femenina del 82,51%.